# Xúp cua

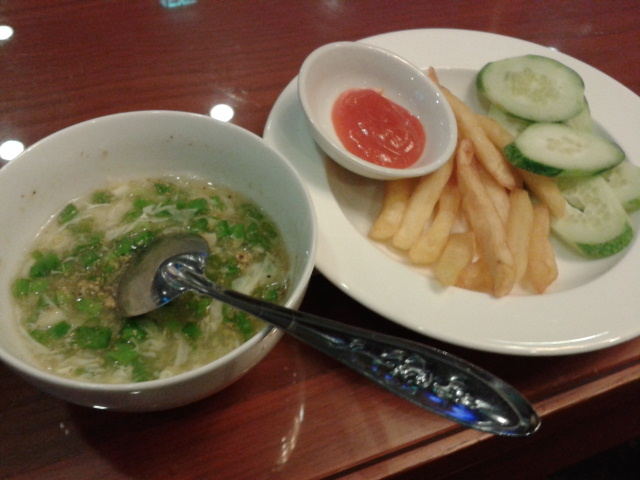
Một bát xúp cua ở Việt Nam.

Xúp cua hay súp cua là một món xúp với nguyên liệu chính là thịt cua, trứng gà hoặc trứng cút, ngoài ra còn có xương gà hoặc hạt bắp để làm nồi xúp thêm vị ngọt và bổ dưỡng, món xúp này thường được chọn là món khai vị nóng trong các bữa tiệc để tráng bụng.

## Giới thiệu
Xúp cua là món ăn quen thuộc và bình dân bởi tính phổ biến, dễ thực hiện, không mất nhiều thời gian nấu nướng mà xúp lại rất ngon và dễ ăn. Đây là món hải sản hấp dẫn dùng để khai vị cho các bữa tiệc. Xúp cua được du nhập từ phương Tây, lúc đầu này chỉ phục vụ tại các nhà hàng lớn, hương và vị cũng khác như hiện tại. Những người đầu tiên ăn món này đã tìm tòi cách chế biến sau đó gia giảm để phù hợp với người bản địa. Dễ ăn, dễ nấu, dần dần xúp cua trở thành món ăn bình dân phổ biến. Xúp cua dậy mùi thơm thịt cua tươi, sánh màu ngà ngon lành là món ăn bổ sung nhiều iod, calci và các chất khoáng cung cấp cho quá trình tái tạo và phục hồi sinh lực của cơ thể.

## Chế biến
Xúp cua được chế biến khá đơn giản: xương gà rửa sạch, trụng nước sôi, xả lại nước lạnh thật kỹ. Nấu khoảng 3 lít nước sôi, thả xương gà vào ninh, cho một đoạn tỏi tây vào nấu chung. Nấu nhỏ lửa đến khi còn khoảng 1,5 lít nước là được. Vớt bỏ xương gà, lược lại nước cho trong. Bột năng hòa tan. Nước dùng đang sôi, giảm nhỏ lửa, cho bột năng vào từ từ, khuấy cho nước dùng hơi sánh. Cho trứng vào khuấy nhanh tay để thành từng sợi. Cho thịt cua và nêm gia vị. Dùng nóng, rắc mùi và tiêu, có thể cho chút dầu vừng hoặc xì dầu.